# Navalmoral de la Sierra
Navalmoral de la Sierra o simplement Navalmoral és un municipi a la província d'Àvila, a la comunitat autònoma de Castella i Lleó. L'escut heràldic i la bandera que representen el municipi van ser aprovats oficialment el 3 de maig de 2002. L'escut es blasona de la següent manera: 
De plata, morera arrencada de sinople, afruitat d'or. 
Butlletí Oficial de Castella i Lleó nº 99 de 24 de maig de 2002
La descripció textual de la bandera és la següent: 
Bandera rectangular de proporcions 2:3, formada per dues franges horitzontals en proporcions 3/4 i 1/4, i és blanca amb tres creus gregues vermelles en línia la superior i blava la inferior. 
Butlletí Oficial de Castella i Lleó núm. 99 de 27 d'abril de 1999
| 1991 | 1996 | 2001 | 2004 |
| ---- | ---- | ---- | ---- |
| 614  | 635  | 572  | 500  |